# Cartouche, der Bandit
Cartouche, der Bandit (Originaltitel: Cartouche) ist ein französisch-italienischer Abenteuerfilm aus dem Jahr 1962 mit Jean-Paul Belmondo in der Rolle des französischen Räubers Cartouche (1693–1721).

## Handlung
Paris im 18. Jahrhundert: Der Bandit Louis-Dominique Bourguignon bestiehlt zusammen mit seinem jüngeren Bruder Louison vermögende Bürger auf einem Markt. Als ein Dieb hingerichtet werden soll, trifft Louis-Dominique auf den Polizeipräfekten Gaston de Ferrussac und dessen Frau Isabelle, von der er sofort fasziniert ist. Anschließend begibt er sich zum Versteck der Räuberbande, zu der er gehört, und übergibt deren Anführer Malichot seine Beute. Als Malichot einen Dieb, der nichts erbeutet hat, angreift, mischt sich Louis-Dominique ein und flieht anschließend mit seinem Bruder. Um Malichot fortan aus dem Weg zu gehen, lässt sich Louis-Dominique für den Wehrdienst rekrutieren.
Mit La Douceur und La Taupe, zwei Banditen, die sich ebenfalls für das Soldatenleben entschieden haben, stiehlt Louis-Dominique das für die Regimentskasse bestimmte Gold eines Marschalls und findet Unterschlupf in einem Gasthaus. Dort lernt er die Diebin Vénus kennen und bandelt mit ihr an. Ein Sergeant und mehrere Soldaten treffen schließlich ein, um das Gold zurückzuholen und Louis-Dominique und seine Komplizen festzunehmen. Vénus soll daher mit dem Gold nach Paris fahren und dort auf ihn warten. La Douceur, La Taupe und Louis-Dominique werden derweil in den Keller des Gasthauses gesperrt. Es gelingt ihnen jedoch zu entkommen. In Paris findet Louis-Dominique Vénus in den Fängen von Malichot wieder. Er überwältigt ihn und macht sich daraufhin zum Anführer der Bande.
Unter dem Namen Cartouche zieht er fortan raubend mit seinen Männern umher. Auch Vénus, die sich in ihn verliebt hat, unterstützt ihn dabei. Gemeinsam bestehlen sie die Reichen und teilen ihre Beute mit der armen Bevölkerung. Als Cartouche erneut auf Isabelle de Ferrussac trifft, entschließt er sich, ihr Herz für sich zu gewinnen. Vénus reagiert darauf mit Eifersucht, worauf Cartouche einen Abend zu zweit vorschlägt. Malichot verrät sie jedoch an den Polizeipräfekten. Zwar können Cartouche und Vénus den Soldaten entkommen, doch stürmen weitere Soldaten das Versteck der Bande und nehmen La Douceur gefangen. Cartouche schlägt dem Polizeipräfekten einen Handel vor, dieser geht jedoch nicht darauf ein. Dem Banditen und seinen Männern gelingt es dennoch, La Douceur vor seiner Hinrichtung zu bewahren.
Am Abend stattet Cartouche Isabelle einen Besuch in ihrem Schlafzimmer ab. Er will sie von seiner Liebe überzeugen und gibt ihr seine Pistole, die jedoch nicht geladen ist. Cartouche küsst die ohnmächtig gewordene Isabelle und verlässt das Zimmer. Nachdem er ihr den Schatz eines türkischen Gesandten zu Füßen gelegt hat, lässt sich ihre Zofe Pierette von Polizeipräfekt de Ferrussac, Isabelles Ehemann, ins Vertrauen ziehen. Pierette berichtet ihm später, wo Cartouche auf Isabelle anlässlich eines erhofften Rendezvous wartet. Dort wird Cartouche schließlich festgenommen. Auf einem Waldweg lauern Vénus und Cartouches Bande den Soldaten auf, die ihn ins Gefängnis bringen sollen. Sie befreien Cartouche, Vénus jedoch trifft dabei ein Schuss, und sie stirbt. Auf einem Ball der feinen Gesellschaft, an dem Isabelle teilnimmt, treffen daraufhin Cartouche und seine Bande ein. Sie nehmen den anwesenden Gästen den Schmuck ab und legen ihn auf Vénus’ Leichnam, den Cartouche anschließend in einer goldenen Kutsche in einem Fluss versenkt. Er schwört dabei auf Rache und sieht seiner eigenen Hinrichtung entgegen.

## Hintergrund
Die Dreharbeiten fanden vom 17. Juli bis 6. Oktober 1961 in Béziers, Ermenonville und Pézenas statt. Weitere Drehorte waren Aveyron, Guermantes, Lagny-sur-Marne und Senlis. Die Filmbauten gestaltete François de Lamothe, für die Kostüme war Rosine Delamare zuständig.

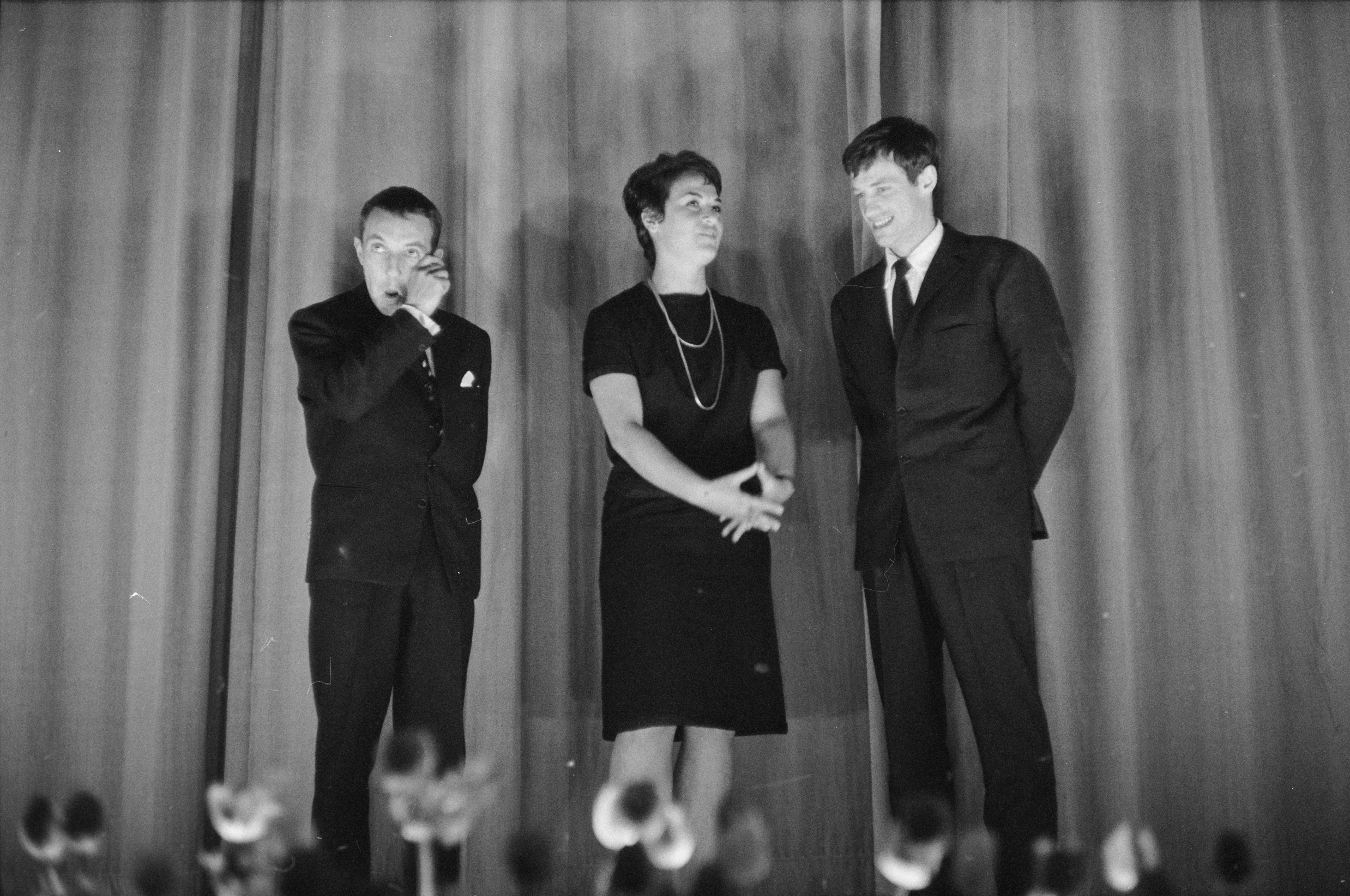
Philippe de Broca (links) und Jean-Paul Belmondo bei einer Galavorführung des Films in Zürich, 1962

Cartouche, der Bandit wurde am 7. März 1962 in Frankreich uraufgeführt. Am 13. März 1962 kam der Abenteuerfilm in die bundesdeutschen Kinos. In den Kinos der DDR lief er am 20. Oktober 1967 unter dem Titel Cartouche – Rächer der Armen an. 
Am 25. August 1967 wurde er zeitgleich von der ARD und dem ZDF als erster Farbfilm im deutschen Fernsehen gezeigt und in den folgenden Wochen vielfach als Farbfernseh-Versuchssendung wiederholt.

## Kritiken
Für das Lexikon des internationalen Films war Cartouche, der Bandit ein „[un]gewöhnlich flotter und turbulenter Abenteuerfilm rund um die bravourösen Taten eines französischen Robin Hood“. Der Film sei „[ü]bermütig, mit gelegentlicher Neigung zu lustvollem Kitsch“ und zeige Jean-Paul Belmondo in „einer Paraderolle“. Cinema bezeichnete den Film als „spritzige, temporeiche Banditenkomödie“. Diese sei „[b]unt, flott, witzig und sexy“.
Prisma befand, dass Regisseur Philippe de Broca „diesen kurzweiligen Abenteuerfilm schmissig und mit viel Humor beginnen [lässt]“, am Ende jedoch „sentimentale Töne“ bevorzuge und dabei „nie ganz klar“ werde, „was Cartouche an der blassen Odile Versois findet, wenn er doch Claudia Cardinale haben kann“. Der Film sei dennoch „schwungvolle Unterhaltung“.

## Deutsche Fassungen
Die deutsche Synchronfassung entstand 1962 bei der Internationalen Film-Union in Remagen. Die Dialogregie führte Horst H. Roth nach dem Dialogbuch von Paula Lepa. In der DDR lief 1967 eine fast ungekürzte eigene Synchronfassung der DEFA unter der Dialogregie von Alice Honigmann nach dem Dialogbuch von Heinz Nitzsche. Im Jahr 2005 ließ das ZDF durch EuroSync die in der bundesdeutschen Fassung fehlenden Szenen nachsynchronisieren; Karin Buchholz war dabei für Dialog und Regie verantwortlich, Peer Schmidt sprach erneut für Jean-Paul Belmondo.
| Rolle                                   | Darsteller         | Synchronsprecher BRD                     | Synchronsprecher DDR |
| --------------------------------------- | ------------------ | ---------------------------------------- | -------------------- |
| Louis-Dominique Bourguignon / Cartouche | Jean-Paul Belmondo | Peer Schmidt (2005: Peer Schmidt)        | Kurt Kachlicki       |
| Vénus                                   | Claudia Cardinale  | Marianne Mosa (2005: Ranja Bonalana)     | Jutta Hoffmann       |
| La Douceur                              | Jess Hahn          | Alwin Joachim Meyer (2005: Walter Alich) | Uwe Kreyssig         |
| Malichot                                | Marcel Dalio       | Alfred Balthoff (2005: Dietmar Obst)     | Norbert Christian    |
| La Taupe                                | Jean Rochefort     | Harald Leipnitz                          | Rolf Ludwig          |
| Gaston de Ferrussac                     | Philippe Lemaire   | Christian Marschall (2005: Erich Räuker) | Erik S. Klein        |
| Isabelle de Ferrussac                   | Odile Versois      | Marianne Kehlau                          |                      |
| Sergeant                                | Noël Roquevert     | Wimm Schroers                            |                      |
| Colonel                                 | Jacques Charon     | Alf Marholm                              | Hannes W. Braun      |
| Kapuzinermönch                          | Jacques Balutin    | Manfred Heidmann                         | Hans-Edgar Stecher   |